# Paweł Skrzecz
Paweł Ludwik Skrzecz (ur. 25 sierpnia 1957 w Warszawie) – polski pięściarz, medalista olimpijski, brat bliźniak Grzegorza.

## Życiorys
Wicemistrz świata (Monachium 1982), srebrny (1983) i brązowy (1979) medalista mistrzostw Europy; srebrny medalista igrzysk olimpijskich w Moskwie w 1980, w finale przegrał z reprezentantem Jugosławii Slobodanem Kačarem. 4-krotny mistrz Polski.
Zwycięzca turnieju o „Złoty Pas Polusa” (1976) i im. Feliksa Stamma (1979).
Przez całą swoją karierę zawodniczą związany z Gwardią Warszawa. Po wycofaniu się z zawodniczego uprawiania boksu w 1986 został trenerem.
W 2013 był sędzią na mistrzostwach Polski.
W sumie stoczył 278 walk (wszystkie w kat. półciężkiej) z czego 239 zwycięskich, 4 remisy i 35 porażek.
W wyborach parlamentarnych 2005 był kandydatem Polskiej Partii Narodowej do Senatu z okręgu warszawskiego. Uzyskał 17 577 głosów, zajmując 18. miejsce spośród 21 kandydatów.
W 1997 roku wystąpił w polskim serialu Złotopolscy, jako jeden z osiłków. Pojawił się on w odcinku dziewiątym.
Został członkiem honorowego komitetu poparcia Bronisława Komorowskiego przed wyborami prezydenckimi w Polsce w 2015 roku.